# Liste der Auslandsvertretungen Osttimors

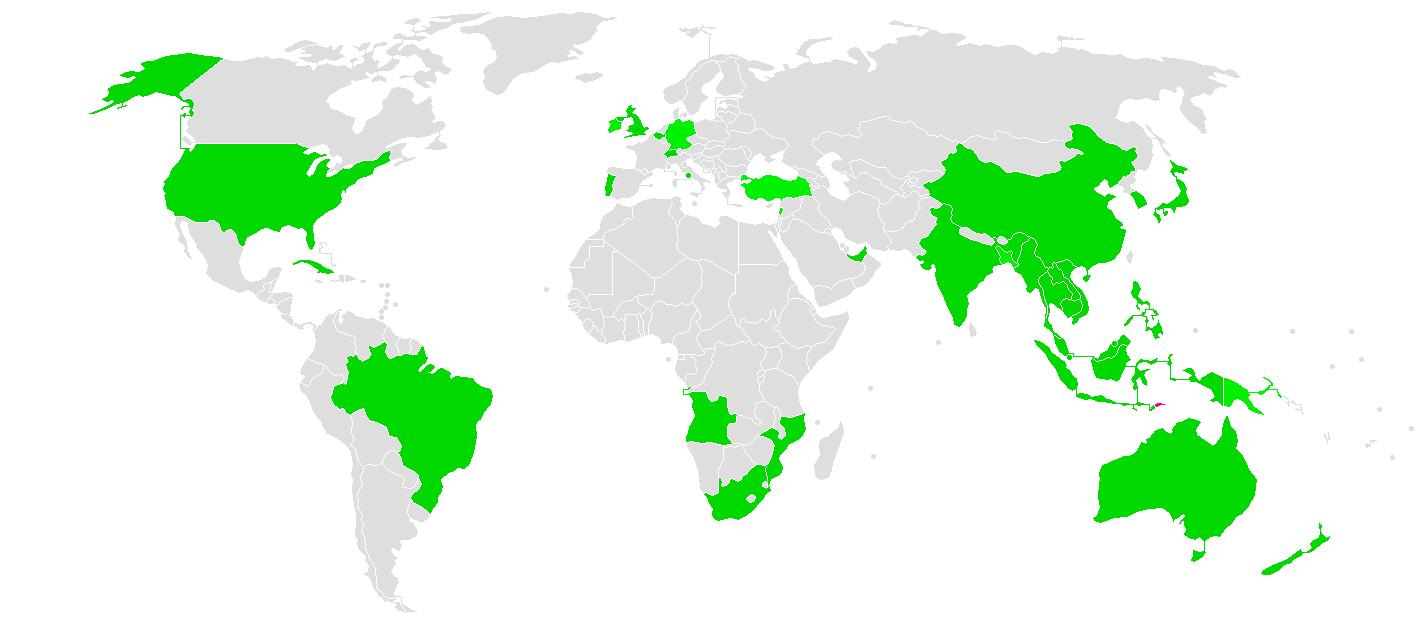
Staaten mit diplomatischen Vertretungen Osttimors, Staaten mit nur Honorarkonsulaten in Hellgrün.

Dies ist eine Liste der diplomatischen und konsularischen Vertretungen Osttimors.

## Diplomatische und konsularische Vertretungen

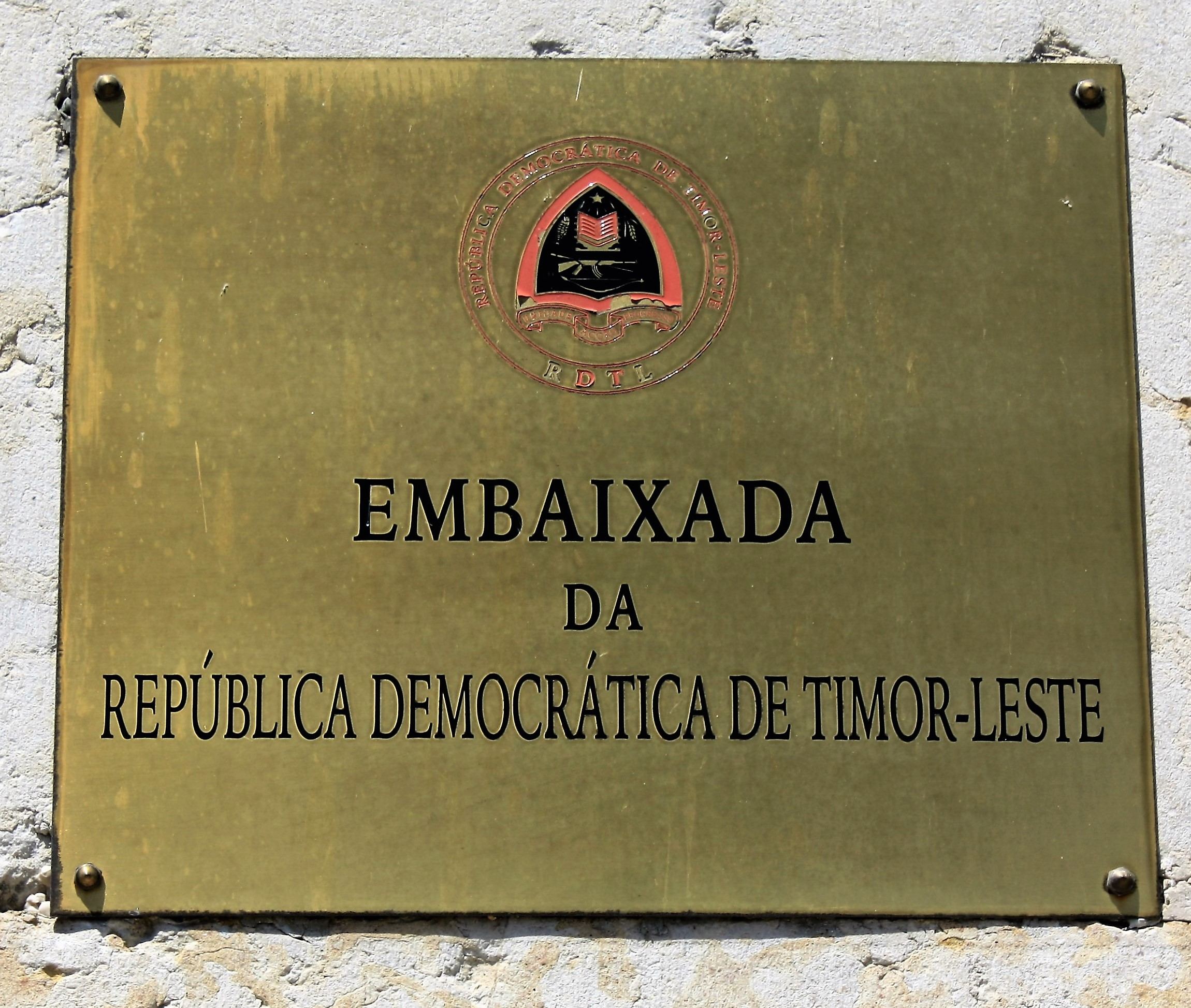
Schild an der osttimoresischen Botschaft in Lissabon

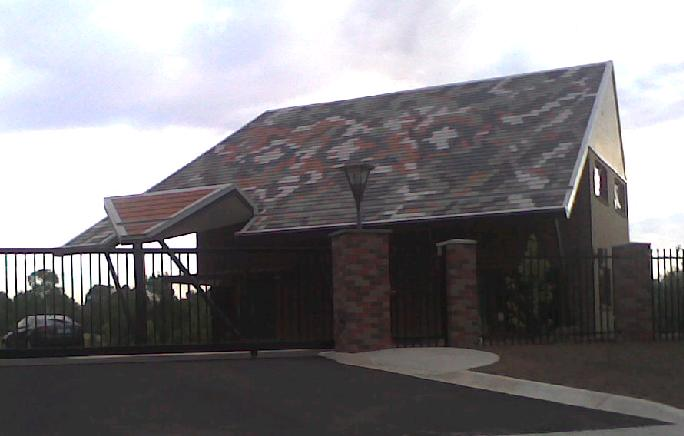
Botschaft Osttimors in Canberra

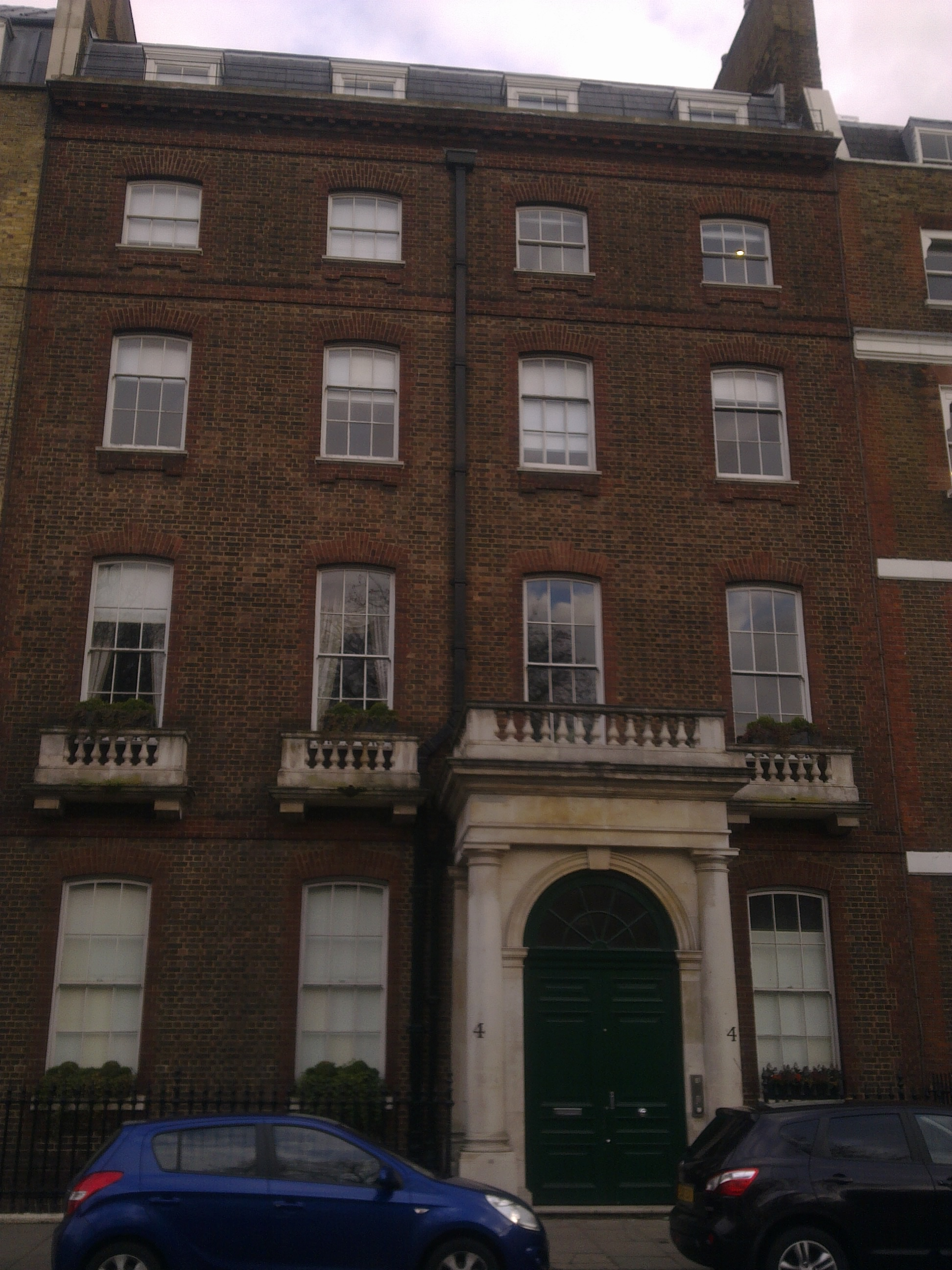
Botschaft Osttimors in London

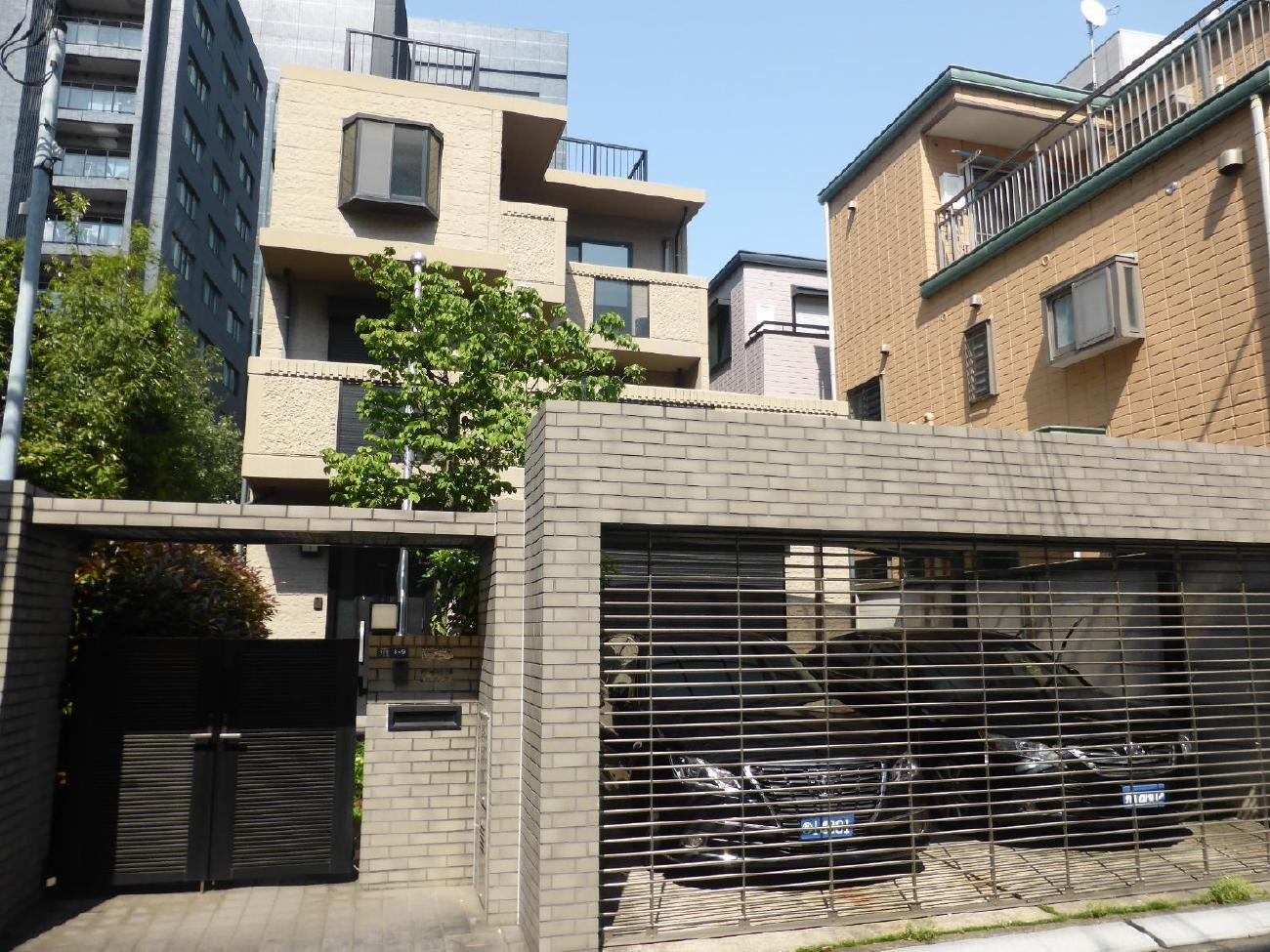
Botschaft Osttimors in Tokio

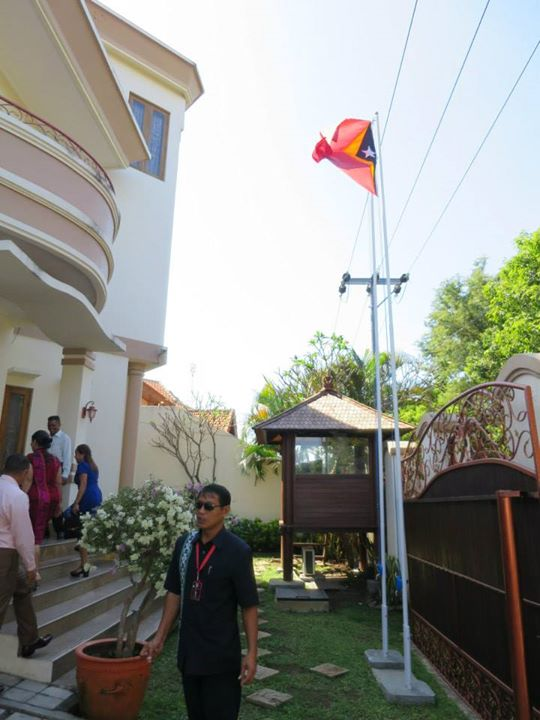
Generalkonsulat Osttimors in Denpasar

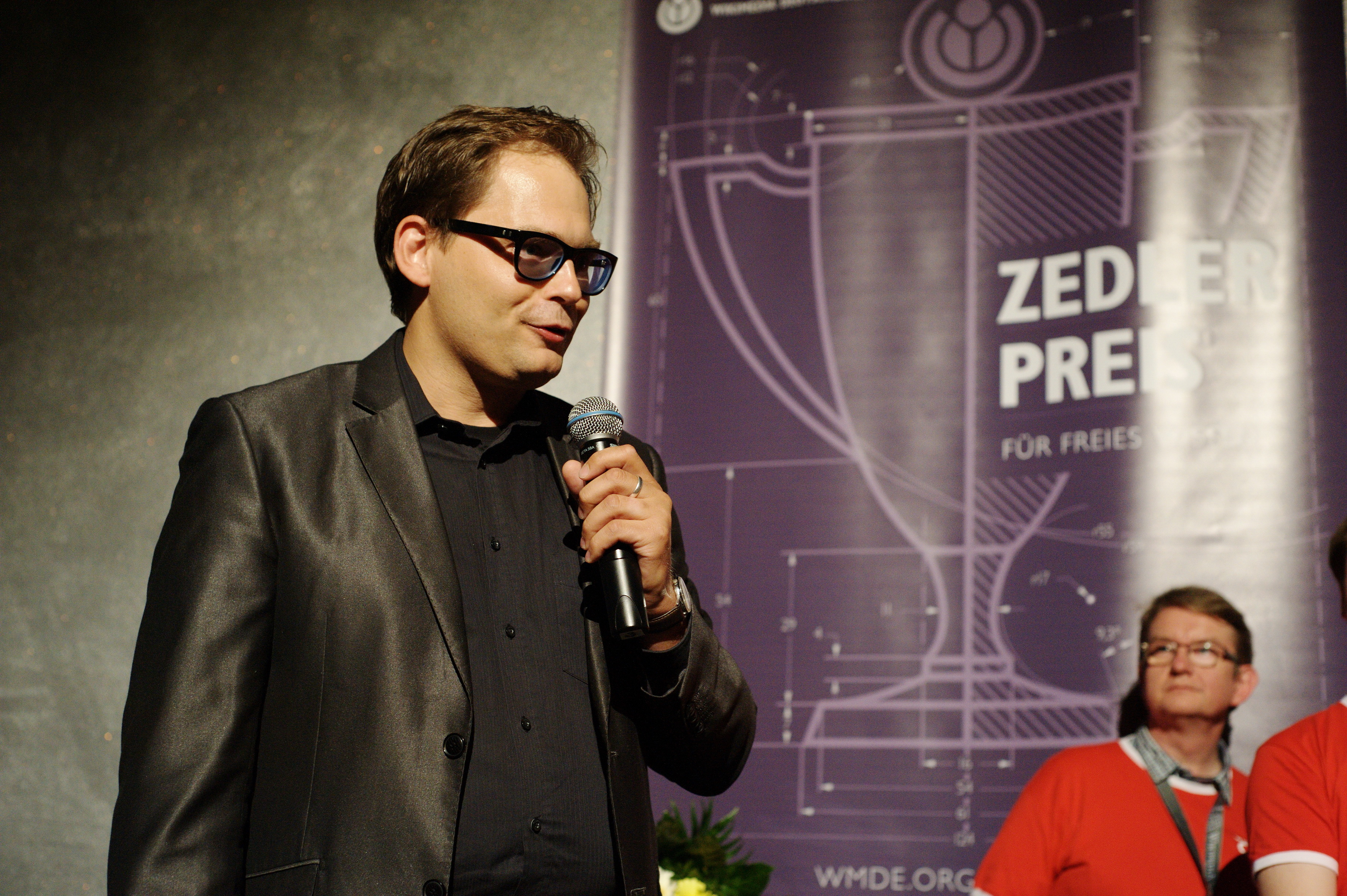
Peter Badge, Honorarkonsul Osttimors in Deutschland, bei der Verleihung des Zedler-Preises 2013 (Wikimedia-Deutschland)

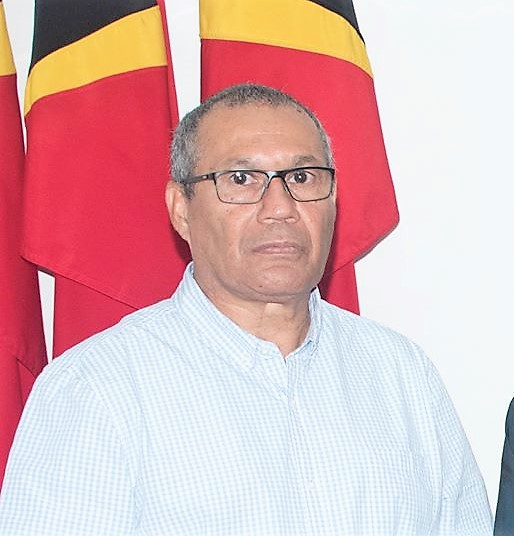
Francisco José Filipe, Generalkonsul in Darwin (2018)

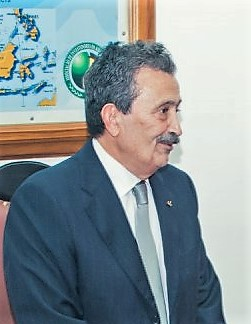
António Simões Marques Couto, Honorarkonsul in Porto (2018)

| Land                                            | Stadt               | Status           | Adresse | Anmerkungen |
| ----------------------------------------------- | ------------------- | ---------------- | --- | --- |
| Angola                                          | Luanda              | Botschaft        | Rua Eng. Armindo, n° 100/102, Bairro Miramar, Ingombota, Luanda, Angola                                                                    | Liste der osttimoresischen Botschafter in Angola |
| ASEAN                                           | Jakarta             | Mission          | | Liste der Ständigen Vertreter Osttimors beim ASEAN |
| Australien                                      | Canberra            | Botschaft        | 7 Beale Crescent, Deakin, Canberra, ACT 2600, Australien                                                                                   | Liste der osttimoresischen Botschafter in Australien Auch zuständig für Fidschi |
| Australien                                      | Darwin              | Generalkonsulat  | Unit 2, level 5, 21 Lindsay Street, GPO Box 4545, Darwin NT 0801, Australien                                                               | Generalkonsul: Francisco José Filipe, Konsul: Flaviano Freitas, abgelöst von Aleixo Alves Gusmão. |
| Australien                                      | Sydney              | Generalkonsulat  | Level 10 - Bligh House, 4-6 Bligh Street, Sydney NSW 2000, GPO Box 5341, Sydney NSW 2001, Australien                                       | Generalkonsulin: 2002–2008: Abel Guterres, abgelöst von Maria José da Fonseca Monteiro de Jesus abgelöst von Armandina Maria Gusmão dos Santos, abgelöst von Sergio dos Santos abgelöst von Luciano Valentim da Conceição (nicht mehr im Amt) Milena Soares Abrantes (Stand 2024) |
| Australien                                      | Melbourne           | Generalkonsulat  | C/O Victoria University Ground floor, 301 Flinders Lane (FLGO1) PO Box 14428, Melbourne, VIC 8001                                          | Honorarkonsulin: Rae Kingsbury (2012–2018), abgelöst von Peter McMullin (seit 2018) |
| Australien                                      | The Gap, Brisbane   | Honorarkonsulat  | 10 Walsall Street, The Gap, Queensland 5061, Australien                                                                                    | Honorarkonsul: Ian Marshall |
| Australien                                      | Malvern             | Honorarkonsulat  | 197 Fisher Street, Malvern, Südaustralien 4061, Australien                                                                                 | Honorarkonsul: früher Ian Leitch, derzeit vakant. |
| Australien                                      | Hobart              | Honorarkonsulat  | 182 Argyle Street, Hobart, Tasmanien 7000, Australien                                                                                      | Honorarkonsulin: Nitin Vierna |
| Australien                                      | Applecross, Perth   | Honorarkonsulat  | 42 Marital Road, Nedlands, Westaustralien 6009, Australien                                                                                 | Honorarkonsul: Barry Mendelawitz, abgelöst von Ted Graham Am. |
| Bangladesch                                     |                     | Honorarkonsulat  | | Honorarkonsul: Kutubuddin Ahmed |
| Belgien                                         | Brüssel             | Botschaft        | Avenue Tervueren 102, 1040 Etterbeck, Brüssel, Belgien                                                                                     | Liste der osttimoresischen Botschafter in Belgien Der Botschafter ist für die Europäische Union und für Belgien akkreditiert, die Botschaft ist aber auch für einen Großteil Mitteleuropas zuständig, so für Deutschland und Frankreich.                                          |
| Brasilien                                       | Brasília            | Botschaft        | SHIS Qi 11, conjunto 10, casa 09 Lago Sul, 71625-300 Brasília-DF                                                                           | Liste der osttimoresischen Botschafter in Brasilien |
| Brunei                                          | Bandar Seri Begawan | Botschaft        | No. 18, Simpang 612, Jalan Muara, Kampong Salambigar BC1515, Brunei and Muara District                                                     | Liste der osttimoresischen Botschafter in Brunei |
| Volksrepublik China                             | Peking              | Botschaft        | 203B Dong Wai Diplomatic Office Building, Chao Yang District, Beijing 100125                                                               | Liste der osttimoresischen Botschafter in China |
| Deutschland                                     | Berlin              | Honorarkonsulat  | Steinstraße 8, 10119 Berlin, Deutschland                                                                                                   | Honorarkonsul: Peter Badge |
| Gemeinschaft der Portugiesischsprachigen Länder | Lissabon            | Mission          | Av. 5 de Outubro, 10 - 2.º esq., 1050-056 Lissabon, Portugal                                                                               | Liste der Ständigen Vertreter Osttimors bei der Gemeinschaft der Portugiesischsprachigen Länder |
| Europäische Union                               | Brüssel             | Mission          | Avenue Tervueren 102, 1040 Etterbeck, Brüssel, Belgien                                                                                     | Gleichzeitig Botschaft für Belgien und mehreren anderen mitteleuropäischen Staaten. Liste der Ständigen Vertreter Osttimors bei der Europäischen Union |
| Frankreich                                      | Paris               | Honorarkonsulat  | | Honorarkonsulin: Carolina Mascarenhas Gonçalves |
| Heiliger Stuhl                                  | Vatikanstadt        | Botschaft        | Via Cavour, No. 285, P.5-Int. 1000184, Rom, Italien                                                                                        | Liste der osttimoresischen Botschafter beim Heiligen Stuhl |
| Indien                                          | Neu-Delhi           | Botschaft        | | Charge d’Affaires: Francisco Dionisio Fernandes (2024) |
| Indonesien                                      | Jakarta             | Botschaft        | Mayapada Tower, 19th floor, Jl. Jend Sudirman Kav. 28, Jakarta 12920, Indonesien                                                           | Liste der osttimoresischen Botschafter in Indonesien |
| Indonesien                                      | Atambua             | Generalkonsulat  | Raum 118, Timor Hotel, Jln. Siwabessi, Atambua                                                                                             | Konsularischer Repräsentant: Cipriano Teme |
| Indonesien                                      | Denpasar, Bali      | Generalkonsulat  | Jalan Tukad Mas IV, Denpasar 80225, Bali, Indonesien                                                                                       | Osttimoresisches Generalkonsulat in Denpasar |
| Indonesien                                      | Kupang              | Generalkonsulat  | Jl.Frans Seda, Fatululi, Kota Kupang NTT 81115, Indonesien                                                                                 | Generalkonsul (Stand Juli 2009): Caetano Guterres (seit 2014 Botschafter in Mosambik) Generalkonsul April 2014–November 2014 (†) Agostinho de Vasconselos Generalkonsul (seit 2016): Francisco Jerónimo Generalkonsul (2022): Zito Alves                                          |
| Indonesien                                      | Surabaya            | Generalkonsulat  | Jln. Kencana Sari Barat II/AA No. 8, Surabaya, Ostjava 60225, Indonesien                                                                   | Honorarkonsul: Yacobus Jemmy Hartanto |
| Irland                                          | Dublin              | Honorarkonsulat  | 210 Le Fanu Road, Ballyfermot, Dublin 10                                                                                                   | Honorarkonsul: Tom Hyland († 2024) |
| Japan                                           | Tokio               | Botschaft        | 8-9-1 Fujimi-Cho, Chiyoda-ku, Tokio 102-0071, Japan                                                                                        | Liste der osttimoresischen Botschafter in Japan |
| Kambodscha                                      | Phnom Penh          | Botschaft        | No. 445, 11th Floor, Phnom Penh Tower, Preah Monivong Blvd., Phnom Penh                                                                    | Liste der osttimoresischen Botschafter in Kambodscha |
| Kuba                                            | Havanna             | Botschaft        | Quinta Avenida, 7408 - 74 y 76, Miramar, Havanna                                                                                           | Liste der osttimoresischen Botschafter in Kuba |
| Laos                                            | Vientiane           | Botschaft        | Brichane Road, Phonsinoun Village, Sisattanack District, Vientiane                                                                         | Liste der osttimoresischen Botschafter in Laos |
| Libanon                                         | Beirut              | Honorarkonsulat  | 136 Allenby Street, Solidere, Downtown, P.O.Box 11-1616, Beirut, Libanon                                                                   | Honorarkonsul: Joseph Issa |
| Macau                                           | Macau               | Honorarkonsulat  | | |
| Malaysia                                        | Kuala Lumpur        | Botschaft        | Jalan Ampang Hilir, No. 62, 55000, Kuala Lumpur, Malaysia                                                                                  | Liste der osttimoresischen Botschafter in Malaysia |
| Mosambik                                        | Maputo              | Botschaft        | Av. do Zimbabwe, 1532, Maputo | Liste der osttimoresischen Botschafter in Mosambik |
| Myanmar                                         | Yangon              | Botschaft        | Thirimingalar 4 St, House no. 4, Kamaryut Township, Yangon, Myanmar                                                                        | Liste der osttimoresischen Botschafter in Myanmar |
| Neuseeland                                      | Wellington          | Botschaft        | Craigs Investment House, Level 12, 36 Customhouse Quay, PO Box 25231, Wellington City 6146                                                 | Liste der osttimoresischen Botschafter in Neuseeland |
| Papua-Neuguinea                                 | Port Moresby        | Honorarkonsulat  | Ground-floor, Ela Tower, Ela Beach Road, 326, Port Moresby                                                                                 | Honorarkonsul: Chris Durman |
| Philippinen                                     | Manila              | Botschaft        | Room 1703, The Centerpoint Condominium, Garnet Road, Corner Julia Vargas Avenue, Ortigas Center, 1600 Pasig City, Metro Manila Philippinen | Liste der osttimoresischen Botschafter auf den Philippinen |
| Philippinen                                     | Manila              | Honorarkonsulat  | 3rd Floor Richville Corporate center, 1314 Commerce Avenue Alabang, Muntinlupa City, Metro Manila Philippinen                              | Honorarkonsul: Amando Lito V. Jimenes |
| Philippinen                                     | Davao               | Honorarkonsulat  | | Honorarkonsul: Augusto N. Miclat |
| Philippinen                                     | Cebu                | Honorarkonsulat  | Unit 805 Prestige Tower Emerald Ave, Ortigas Pasig City, Philippinen                                                                       | |
| Portugal                                        | Lissabon            | Botschaft        | Largo dos Jerónimos, n.° 3, 1400-219 Lissabon, Portugal                                                                                    | Liste der osttimoresischen Botschafter in Portugal, auch zuständig für Spanien und Kap Verde |
| Portugal                                        | Porto               | Honorarkonsulat  | Rua Rainha Dona Estefânia, 246-6° andar, sala 21, 4150-303 Porto                                                                           | Honorarkonsul: António Simões Marques Couto |
| Schweiz                                         | Genf                | Botschaft        | Rue Pestalozzi 7, 1202 Genf | Liste der osttimoresischen Botschafter in der Schweiz |
| Singapur                                        | Singapur            | Botschaft        | 3 Killiney Road, #04-09 Winsland House I, Singapore 239519                                                                                 | Liste der osttimoresischen Botschafter in Singapur |
| Südafrika                                       | Pretoria            | Botschaft        | 107 George Storrar Drive, Groenkloof, Pretoria-Gauteng, 0181 Südafrika                                                                     | Botschafterin: Marina Ribeiro Alkatiri mit Sitz in Maputo (Mosambik) bis 2014. Erste Sekretärin und Geschäftsbeauftragte (interim): Josefina Tilman. |
| Südkorea                                        | Seoul               | Botschaft        | Suite 101–2401, Lotte Castle President, 109, Mapo Daero, Mapo-Gu, Seoul, Südkorea                                                          | Liste der osttimoresischen Botschafter in Südkorea |
| Thailand                                        | Bangkok             | Botschaft        | 1550 New Petchburi Road, Thanapoom Tower, 7th. Floor, Makassan-Ratthewi, Bangkok 10400                                                     | Liste der osttimoresischen Botschafter in Thailand |
| Thailand                                        | Prachuap Khiri Khan | Honorarkonsulat  | | Honorarkonsul: |
| Türkei                                          | Ankara              | Honorarkonsulat  | | Honorarkonsul: Ecvet Sayer |
| Türkei                                          | Istanbul            | Honorarkonsulat  | | Honorarkonsul: Mehmet Alp Delimollaoglu |
| Vereinigte Arabische Emirate                    | Abu Dhabi           | Botschaft        | Al Masaood Tower - 7th Floor, Suite No. 701 - Sheikh Hamdan Bin Mohammed St, Abu Dhabi                                                     | Botschafter: Rui Manuel Hanjam (seit 2025) |
| Vereinigte Staaten                              | Washington, D.C.    | Botschaft        | 4201 Connecticut Avenue, NW, Suite 504, Washington, D.C 20008                                                                              | Liste der osttimoresischen Botschafter in den Vereinigten Staaten |
| Vereinigtes Königreich                          | London              | Botschaft        | 4 Cavendish Square, Paddington W1G 0PG | Liste der osttimoresischen Botschafter im Vereinigten Königreich, auch zuständig für die Niederlande |
| Vereinigtes Königreich                          | Belfast             | Generalkonsulat  | | Konsul: Abreu Ximenes Coreia (2024) |
| UNO                                             | New York            | Mission          | 866 United Nations Plaza, Suite 441, New York, NY 10017, USA                                                                               | Liste der Ständigen Vertreter Osttimors bei den Vereinten Nationen |
| UNO                                             | Genf                | Ständige Mission | Route de Colovrex 16 Cooperation, CH-1218 GRAND-SACONNEX GENF, www.timor-lestemission.ch                                                   | Liste der Ständigen Vertreter Osttimors bei den Vereinten Nationen |
| Vietnam                                         | Hanoi               | Botschaft        | 51 Nguyen Du Street, Hai Ba Trung District, Hanoi                                                                                          | Liste der osttimoresischen Botschafter in Vietnam |

## Sondergesandte
| Amt                                      | Aktueller Amtsträger | Anmerkungen                              |
| ---------------------------------------- | -------------------- | ---------------------------------------- |
| Sondergesandter für Klimaangelegenheiten | Adão Soares Barbosa  | Itinerant Ambassador, seit 13. Juli 2021 |